# Анадир (река)
Ана́дир (на руски: Анадырь; на чукчи: Йъаайваам; на юкагирски: Онандырь) е голяма река в Азиатската част на Русия, Източен Сибир, Чукотски автономен окръг, Русия. Протича през Анадирски район. Дължината ѝ е 1152 km, която ѝ отрежда 35-о място по дължина сред реките на Русия. Влива се в залива Онемен (западната част на Анадирския залив) на Берингово море.

## Наименование
Името на реката произлиза от юкагирското „онун“, което означава „река“. През XVII век реката се нарича Онандырь, а в долното си течение – Йъаайваам, име дадено от чукчите.

## Географска характеристика

### Извор, течение, устие
Река Анадир води началото си от малкото планинско езерце Въенингитгин (Въэнынгытгын), разположено на 680 m н.в. в централната част на Анадирското плато и централната част на Чукотски автономен окръг. Първите 476 km, до устието на десния ѝ приток река Травка Анадир тече в югозападна и южна посока в широка и дълбока долина в южната част на Анадирското плато, а след това между хребетите Олойски на запад и Шчучий на изток. След това реката завива на изток, заобикаля от юг хребета Шчучий и навлиза в северната част на плоската Анадиро-пенжинска низина, като тук посоката ѝ става североизточна. Тук долината на реката става много широка, без ясно изразени склонове. При устието на река Белая Анадир заобикаля от север крайните разклонения на Корякската планинска земя, завива на югоизток и навлиза в Долноанадирската низина.
Влива се от запад в залива Онемен, западната част на Анадирския залив на Берингово море.
Климатът в басейна на реката е субарктичен. Средната температура през януари е -22,6 °C, а средната юлска температура 11,6 °C. През зимата често се наблюдават силни ветрове и виелици. Целият водосборен басейн на реката попада в зоната на вечната замръзналост.

### Водосборен басейн

#### Водосборен басейн
Водосборният басейн на Анадир има площ от 191 хил. km2 и се простира в централната и южна част на Чукотски автономен окръг. Във физикогеографско отношение той обхваща югоизточната част на Анадирското плато, крайната източна част на Олойския хребет, крайните североизточни части на Колимската планинска земя, крайните северни части на Пенжинския хребет и Корякската планинска земя, цялата територия на хребетите Шчучий Пекулней и южните склонове на Чукотската планинска земя. В централната част на водосборния басейн на реката попада северната половина на Анадиро-Пенжинската низина, а в източната част – западната половина на Долноанадирската низина. В басейна на реката са разположени около 200 хиляди езера, като повечето от тях са термокарстови, с площ по-малка от 1 km2. Най-голямото езеро е Красное (458 km2). В горното течение на реката има малко езера.
Границата на водосборния басейн на реката са следните:
- на запад, северозапад и север – водосборните басейни на реките Колима и Паляваам, вливащи се в Източносибирско море;
- на североизток – водосборния басейн на река Амгуема, вливаща се в Чукотско море;
- на изток, югоизток и юг – водосборните басейни на реките Великая, Апука и Пахача, вливащи се в Берингово море;
- на югозапад – водосборните басейни на реките Таловка и Пенжина, вливащи се в Охотско море.

#### Притоци
Река Анадир получава над 200 притока с дължина над 10 km 17 от тях са с дължина над 100 km:
- 939 ← Мечкьорьова 134 / 3710
- 785 ← Голям Пеледон 136 / 3770
- 759 ← Яблон 242 / 9280
- 740 ← Еропол 261 / 10 700
- 676 ← Травка 127 / 2900
- 542 ← Мамолина 225 / 3550
- 419 → Ничеквеем 210 / 1460
- 406 → Убиенка 193 / 3070
- 355 → Крестовая 154 / 1250
- 343 → Чинейвеем 252 / 4440
- 315 ← Майн 475 / 32 800
- 311 ← Коначан 100 / 1480
- 237 → Белая 396 / 44 700
- 234 → Северен Пекулнейвеем 100 / 667
- 137 ← Южен Пекулнейвеем 103 / 540
- 111 → Танюрер 482 / 18 500
- 86 ← Берьозовая 205 / 3730

### Хидрология
Средногодишният воден отток при хидрологическата станция Нови Еропол е 499 m3/s, при Снежное – 1260 m3/s, а при устието –на реката е 2160 m3, което като обем се равнява на 68,172 km3.. У Анадир се наблюдава пролетно-лятно пълноводие, лятно-есенни наводнения и ниско ниво на водата през зимата. Пълноводието на реката започва през май, максимумът е в средата на юни, а края – през първата половина на юли и продължава средно от 45 до 70 дни, като за този период преминава около 60 – 70% от годишния отток на реката. В горното течение при пълноводие нивото се покачва с 4 – 5 m, а в долното – с 6 – 8 m. При спада на пълноводието си реката често се захранва допълнително от дъждовни води и прелива от коритото си. Максималният измерен отток при Снежное е 9970 m3/s. През зимните месеци постоянен отток се наблюдава под леда само в долното течение, а в горното и на места в средното течение реката замръзва до дъно и няма воден отток. По сезони годишният отток се разпределя така: от май до август 85,7%, през септември и октомври 12,2%, от ноември до април 2,1%. Анадир замръзва в средата или края на октомври, а в горното си течение понякога и през септември. Ледовете се задържат на реката средно в продължение на 253 дни. Дебелината на леда достига 150 cm. Размразяването на реката се движи от запад на изток, т.е. от горното към долното течение и в устието си Анадир се размразява в края на май или началото на юни.
Водата е слабо минерализирана. По време на лятното пълноводие минерализацията на речните води е 25 – 40 mg/l, а през зимата е около 70 – 150 mg/l.

## Населени места
На бреговете на реката са разположени селата: Марково, Уст Белая, Снежное, Ваеги и Канчалан.

## Стопанско значение
В басейна на Анадир е развито еленовъдството, ловът и риболовът. Долното течение на реката изобилства от риба. Също така в басейна ѝ се добиват въглища и злато. През зимата замръзналата повърхност на реката се използва като автомобилен път. През лятото (от 1 юли до 15 септември) е плавателна от селището Крепост до устието си (550 km).

## История
През октомври 1648 година чукотската експедиция на Семьон Дежньов достига до бреговете южно от устието на река Анадир, а началото на следващата година – устието на реката. През лятото на същата година Дежньов се отправя нагоре по реката и в средното течение ѝ основава селище, което нарича Анадирски острог. В продължение на няколко години Дежньов обхожда басейна на реката и събира данък под формата на ценни животински кожи от местното население. Острогът е изоставен през 1770 г. През 1650 година друг руски казак Михаил Стадухин достига до Анадир от запад по суша, от към басейна на Колима. Десет години по-късно, през 1660 г. Курбат Иванов плава надолу по течението на реката от Анадирския острог и през 1665 г. съставя първата схематична карта на реките от басейна на Анадир. През 1740 г. участникът в експедицията на Дмитрий Лаптев Михаил Шчербинин извършва първото научно изследване на горния басейн на реката, а през 1746 г. лейтенант Дмитрий Павлуцки открива изворите на Анадир на Анадирското плато.